# 石鴻韶
石鴻韶，廣西象州（今廣西壯族自治區象州縣）人，清朝政治人物、進士出身。
光緒五年，鄉試中舉；光緒六年，登進士，改庶吉士。光緒九年，任山西長子縣知縣。光緒十六年，任雲南補用知府。光緒十八年，署雲南開化府知府，后任雲南楚雄府知府。光緒二十八年，任雲南永昌府知府。光緒三十年，任雲南迤西道。